# Leslie (Arkansas)
Leslie è un comune degli Stati Uniti d'America, situato in Arkansas, nella contea di Searcy.